# Ordre du Mérite indien
L’ordre du Mérite indien (Indian Order of Merit) est un ordre militaire de l'Inde britannique, institué en 1837 par la Compagnie anglaise des Indes orientales, puis rattaché à la Couronne britannique en 1858. Il fut abandonné en 1947, avec l'indépendance de l'Inde et la création d'un système honorifique distinct.
Il possédait une composante civile et une composante militaire, et les récipiendaires peuvent utiliser les lettres post-nominales « IOM ».

## Historique
Pendant un long moment, l'ordre du mérite indien était la plus haute décoration qu'un membre de l'Indian Army pouvait recevoir. Cela changea en 1911 lorsque les militaires devinrent éligibles à la croix de Victoria, plus haute distinction honorifique de bravoure de l'Empire britannique.
Une composante civile fut ajoutée entre 1902 et 1939, mais ne fut décerné que très rarement.
Cette distinction n'est plus attribuée depuis l'accession à l'indépendance de l'Inde en 1947.

## Description

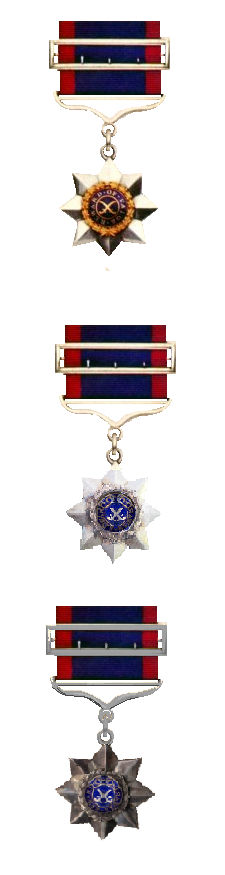

Le ruban était de couleur bleu nuit bordé d'une bande rouge de chaque côté.
Le badge était différent en fonction de la classe.
1re classe
Étoile à huit branches en or avec un cercle bleu au centre. Sur le cercle, une couronne de lauriers en or et des épées entrecroisées et la devise « awarded for valour » (1837-1944) puis « awarded for gallantry » (1944-1947)
2e classe
Étoile à huit branches en argent avec un cercle bleu au centre. Sur le cercle, une couronne de lauriers en or et des épées entrecroisées et la devise « awarded for valour » (1837-1944) puis « awarded for gallantry » (1944-1947)
3e classe
Étoile à huit branches en argent avec un cercle bleu au centre. Sur le cercle, une couronne de lauriers en argent et des épées entrecroisées et la devise « awarded for valour » (1837-1944) puis « awarded for gallantry » (1944-1947)